# Plectrum Electrum
 (novembre 2014).
Si vous disposez d'ouvrages ou d'articles de référence ou si vous connaissez des sites web de qualité traitant du thème abordé ici, merci de compléter l'article en donnant les références utiles à sa vérifiabilité et en les liant à la section « Notes et références ».
Albums de Prince
Art Official Age
(2014) Hitnrun Phase One
(2015)
Singles
1. PLECTRUMELECTRUM
Sortie : 30 mars 2013
2. FIXURLIFEUP
Sortie : 30 mai 2013
3. PRETZELBODYLOGIC
Sortie : 30 novembre 2013
4. ANOTHERLOVE
Sortie : 30 janvier 2014

Plectrum Electrum est un album studio de Prince enregistré avec le groupe 3rdeyegirl. Le projet de collaboration avec 3rdeyegirl est annoncé sur le site officiel de Prince et sur de nombreux sites internet (web, youtube, facebook). De nombreux titres inédits sont diffusés tout au long de 2013 et 2014; cependant sur l'ensemble, peu figureront sur l'album.
Cet album sortira finalement chez Warner Bros. Records le 30 septembre 2014. Prince, en février 2014, déclarait qu'il était difficile d'organiser un album pour qu'il soit parfait, et qu'il était préférable d'attendre parfois.
Il sortira conjointement à l'album solo Art Official Age.
Le single phare de l'album est ANOTHERLOVE, qui est une reprise de Alice Smith.

## Histoire
L'enregistrement s'est fait en réelle collaboration avec 3rdeyegirl. Les sessions d'enregistrement à Paisley Park ont démarré dès janvier 2013. Plus de vingt titres ont été composés, et la première version de l'album était prête mi-2013. De nombreux titres ont été joués sur scène durant les tournées Live Out Loud Tour et Hit and Run Tour.
Le contenu de l'album a finalement été resserré. Des titres tels que Screwdriver ou Boyfriend ont été retirés pour donner à l'album une structure plus commerciale.
L'annonce de l'album intervient le 30 août 2014, soit 1 mois seulement avant sa sortie. Warner Bros avouera avoir été très peu informé et n'avoir appris la sortie imminente que quelques jours avant les fans. On apprend également la sortie conjointe d'un album solo.
À sa sortie l'album est très attendu, car c'est le premier album de Prince en quatre ans. C'est la plus longue attente des fans de Prince de toute sa carrière, en effet jusqu’à 2010 il avait sorti un album par an en moyenne.
Le 30 septembre, Prince donne un concert live depuis yahoo. Le tout se passe à Chanhassen, on a droit à une visite de Paisley Park, des interviews et un mini concert. Il joue notamment Pretzelbodylogic.

## Liste des titres
Les titres sont ici présentés de la même façon que sur la pochette du disque, en majuscules et sans espaces entre les mots.
Toutes les chansons sont écrites et composées par Prince, sauf "Plectrumelectrum", écrite par la guitariste Donna Grantis et arrangé par Prince, et ANOTHERLOVE, adaptée par Prince d'une chanson de Alice Smith, Rebecca Jordan, et Reginald "Syience" Perry).
| No  | Titre            | Durée |
| --- | ---------------- | ----- |
| 1.  | WOW              | 4:27  |
| 2.  | PRETZELBODYLOGIC | 3:26  |
| 3.  | AINTTURNINROUND  | 3:01  |
| 4.  | PLECTRUMELECTRUM | 4:51  |
| 5.  | WHITECAPS        | 3:42  |
| 6.  | FIXURLIFEUP      | 3:12  |
| 7.  | BOYTROUBLE       | 3:52  |
| 8.  | STOPTHISTRAIN    | 3:40  |
| 9.  | ANOTHERLOVE      | 4:15  |
| 10. | TICTACTOE        | 3:38  |
| 11. | MARZ             | 1:48  |
| 12. | FUNKNROLL        | 4:09  |

## Personnel
- Prince : chants et instruments.
- Donna Grantis : guitare, chant.
- Lizzo, Sophia Eris : rap.
- Ida Nielsen : basse, chant.
- Hannah Welton-Ford : batterie, chant.
- Joshua Welton : chant.

## Classement
| Classement (2014)                     | Meilleure position |
| ------------------------------------- | ------------------ |
| Allemagne (Media Control AG)          | 31                 |
| Australie (ARIA)                      | 33                 |
| Autriche (Ö3 Austria Top 40)          | 10                 |
| Belgique (Flandre Ultratop)           | 11                 |
| Belgique (Wallonie Ultratop)          | 29                 |
| Danemark (Tracklisten)                | 5                  |
| Espagne (Promusicae)                  | 22                 |
| France (SNEP)                         | 13                 |
| Italie (FIMI)                         | 21                 |
| Norvège (VG-lista)                    | 8                  |
| Nouvelle-Zélande (RIANZ)              | 31                 |
| Pays-Bas (Mega Album Top 100)         | 9                  |
| Royaume-Uni (Official Charts Company) | 11                 |
| Suède (Sverigetopplistan)             | 50                 |
| Suisse (Schweizer Hitparade)          | 8                  |